# 芬代尔 (加利福尼亚州)
芬代尔（英語：City of Ferndale），是美国加利福尼亚州洪堡县下属的一座城市。建市于1893年8月28日，面积大约为1.03平方英里（2.7平方公里）。根据2020年美國人口普查，该市有人口1,481人。
芬代尔位于门多西诺断层断裂带上，地震活动频繁。矩震級7.2的1992年门多西诺角地震震中卽在附近，2010年1月9日當地發生矩震級6.5的強震。2014年3月10日發生矩震級6.9的芬代尔地震。2022年12月22日發生矩震級6.4的地震。